# 보석비빔밥
《보석 비빔밥》은 2009년 9월 5일부터 2010년 2월 21일까지 방영된 문화방송 주말 특별기획 드라마이며 해당 작품부터 MBC의 주말 특별기획 드라마가 9시 45분으로 이동하면서 2009년 4월 4일 독립 편성된 뒤 토요일 밤 10시 35분에 편성됐지만 MBC가 《2009 외인구단》을 통해 주말 특별기획 드라마를 부활(2차)시킴에 따라 같은 해 5월 2일부터 9시 45분으로 옮겨간 《세바퀴》는 《2009 외인구단》과 그 후속작 《친구, 우리들의 전설》이 기대 이하의 성적에 그치자 앞서 본 것처럼 해당 작품부터 주말 특별기획 드라마가 9시 45분으로 옮겨짐에 따라 2009년 9월 5일부터 토요일 10시 45분으로 옮겨갔고 주말 《뉴스데스크》시간대가 2010년 가을개편부터 8시로 조정되자 같은 해 11월 6일부터 토요일 밤 11시 15분으로 이동했다.

## 기획 의도
네 가지 보석(비취, 루비, 산호, 호박) 이름을 지닌 4남매의 로맨스 이야기를 다룬 홈 드라마.

## 등장 인물

### 루비네
- 한진희 : 궁상식(55세) 역 - 궁씨 집안의 가장이며 5남매의 아빠, S호텔 도어맨.
- 한혜숙 : 피혜자(55세) 역 - 궁씨 집안의 안주인이며 5남매의 엄마.
- 강세정 : 궁비취(28세) 역 - 장녀, 구성작가 → 분식집 사장, 영국의 아내.
- 소이현 : 궁루비(26세) 역 - 차녀, 간호사. 병훈의 여자친구- 아내
- 이현진 : 궁산호(24세) 역 - 장남, 외무고시생 → 외교관. 강지의 남자친구->남편
- 이일민 : 궁호박(18세) 역 - 차남, 고등학생.
- 레시퐁 레오 : 궁태자(2세) 역 - 3남, 궁상식이 밖에서 낳아온 아들
- 김영옥 : 결명자(74세) 역 - 상식의 어머니, 욕쟁이며 5남매의 친할머니.
- 정혜선 : 백조(74세) 역 - 혜자의 친정엄마, 5남매의 외할머니

### 영국이네
- 박근형 : 서로마 (62세) 역 - 영국과 끝순의 아버지, 태리의 남편, 청명자기 회장
- 홍유진 : 이태리 (55세) 역 - 영국과 끝순의 엄마, 로마의 아내
- 이태곤 : 서영국(30세) 역 - 로마의 큰아들, 끝순의 오빠, 비취의 남편
- 최아진 : 서끝순(18세) 역 - 로마의 막내딸, 영국의 여동생, 호박의 여자친구

### 그 외 인물
- 마이클 블렁크 : 카일(32세) 역 - 수도승 지원자
- 정유미 : 이강지(23세) 역 - 산호의 여자친구 → 아내
- 서우림 : 사장(70세) 역 - 루비가 일하는 병원의 환자, 전 의상실 사장이자 자산가
- 신신애 : 피혜자의 친구 역
- 최재호 : 조방규(40세) 역 - 궁상식의 동료, 호텔 도어맨
- 황효은 : 마예순(35세) 역 - 로마네 가사 도우미
- 윤종화 : 유병훈(29세) 역 - 루비의 남자친구 → 남편, 대학병원 의사
- 이서빈 : 황우빈(30세) 역 - 영국의 친구, 연예인
- 정이연 : 명선미 역 - 서끝순의 간호사이자 보디가드
- 원종례 : 병훈 모 역 - 병훈의 어머니
- 설운도 : 설황도 역 - 모창가수, 사장의 연인
- 서동수 : 김손광 역 - 드라마 PD, 진상
- 김지혜 : 옥동자(18세) 역 - 끝순의 친구
- 홍석천 : 홍사현 역 - 비취가 집필하는 '늙은 아씨들' PD
- 박대원 : 이진욱 역
- 정세형 : 황 과장 역 - 서로마의 운전기사
- 차성훈 : 박 기사 역
- 서수남 : 미인대회 진행자 역
- 김광규 : 성형외과 의사 역 (특별출연)
- 오미희 : 정애 역 (특별출연) - 카일의 어머니, 재력가의 세련된 안주인
- 김희라 : 사장네 가사 도우미
- 양영준 : 박사월(74) 노래방 사장 결명자의 재혼남 역

## 시청률
최저 시청률과 최고 시청률은 시청률 조사회사와 지역별로 시청률에 차이가 있을 수 있습니다.
| 2009년      | 2009년      | 2009년         | 2009년         |
| 회차        | 방송일      | TNmS 시청률    | AGB 시청률     |
| 회차        | 방송일      | 대한민국(전국) | 대한민국(전국) |
| ----------- | ----------- | -------------- | -------------- |
| 제1회       | 9월 5일     | 7.5%           | 8.1%           |
| 제2회       | 9월 6일     | 5.7%           | 6.2%           |
| 제3회       | 9월 12일    | 8.2%           | 8.3%           |
| 제4회       | 9월 13일    | 10.0%          | 10.3%          |
| 제5회       | 9월 19일    | 9.0%           | 9.7%           |
| 제6회       | 9월 20일    | 10.8%          | 9.4%           |
| 제7회       | 9월 26일    | 13.9%          | 12.2%          |
| 제8회       | 9월 27일    | 14.3%          | 14.3%          |
| 제9회       | 10월 3일    | 12.5%          | 12.7%          |
| 제10회      | 10월 4일    | 15.8%          | 16.1%          |
| 제11회      | 10월 10일   | 13.6%          | 13.8%          |
| 제12회      | 10월 11일   | 13.7%          | 14.1%          |
| 제13회      | 10월 17일   | 13.1%          | 13.7%          |
| 제14회      | 10월 18일   | 14.3%          | 15.0%          |
| 제15회      | 10월 24일   | 10.6%          | 11.7%          |
| 제16회      | 10월 25일   | 15.9%          | 16.6%          |
| 제17회      | 10월 31일   | 14.5%          | 15.4%          |
| 제18회      | 11월 1일    | 15.0%          | 16.2%          |
| 제19회      | 11월 7일    | 15.9%          | 14.9%          |
| 제20회      | 11월 8일    | 15.9%          | 15.9%          |
| 제21회      | 11월 14일   | 16.6%          | 15.6%          |
| 제22회      | 11월 15일   | 16.2%          | 15.8%          |
| 제23회      | 11월 21일   | 16.6%          | 15.3%          |
| 제24회      | 11월 22일   | 15.8%          | 15.6%          |
| 제25회      | 11월 28일   | 17.0%          | 15.5%          |
| 제26회      | 11월 29일   | 17.4%          | 16.6%          |
| 제27회      | 12월 5일    | 14.3%          | 14.3%          |
| 제28회      | 12월 6일    | 20.2%          | 18.6%          |
| 제29회      | 12월 12일   | 17.5%          | 17.3%          |
| 제30회      | 12월 13일   | 20.1%          | 19.1%          |
| 제31회      | 12월 19일   | 19.4%          | 18.7%          |
| 제32회      | 12월 20일   | 20.2%          | 19.8%          |
| 제33회      | 12월 26일   | 19.8%          | 18.4%          |
| 제34회      | 12월 27일   | 23.0%          | 22.0%          |
| 2010년      |             |                |                |
| 제35회      | 1월 2일     | 21.4%          | 19.6%          |
| 제36회      | 1월 3일     | 23.3%          | 22.2%          |
| 제37회      | 1월 9일     | 23.2%          | 21.3%          |
| 제38회      | 1월 10일    | 23.7%          | 20.9%          |
| 제39회      | 1월 16일    | 22.2%          | 19.7%          |
| 제40회      | 1월 17일    | 21.9%          | 21.3%          |
| 제41회      | 1월 23일    | 22.8%          | 20.1%          |
| 제42회      | 1월 24일    | 23.5%          | 21.8%          |
| 제43회      | 1월 30일    | 23.9%          | 21.0%          |
| 제44회      | 1월 31일    | 23.7%          | 22.9%          |
| 제45회      | 2월 6일     | 22.3%          | 22.1%          |
| 제46회      | 2월 7일     | 23.9%          | 22.0%          |
| 제47회      | 2월 13일    | 18.7%          | 17.9%          |
| 제48회      | 2월 14일    | 18.5%          | 17.4%          |
| 제49회      | 2월 20일    | 23.5%          | 22.2%          |
| 제50회      | 2월 21일    | 25.8%          | 25.1%          |
| 평균 시청률 | 평균 시청률 | 17.3%          | 16.7%          |

## 수상
- 2009년 MBC 연기대상 미니시리즈 여자 우수상 강세정
- 2009년 MBC 연기대상 연속극 부문 황금 연기상 김영옥, 정혜선

## 경쟁 프로그램
- 스타일 (SBS)
- 그대, 웃어요 (SBS)
- 천추태후 (KBS2)
- 열혈 장사꾼 (KBS2)
- 명가 (KBS1)

## 참고 사항
- 임성한 작가의 전작 <보고 또 보고>처럼 가제는 <손짓>이었으나, 가족 구성원의 다양한 이야기를 맛있게 비벼낸다는 의미에서 제목을 <보석 비빔밥>으로 바꾸었다.[6]
- 이시영은 궁루비 역에 캐스팅되었으나 최종적으로 출연이 무산되었다.[7]
- 설운도는 한혜숙의 추천으로 첫 드라마 출연을 하게 되었다.[8]
- 2009년 10월 3일 (9회) 방영분에서 루비네 가족들이 서로 언쟁을 벌인 끝에 자식들이 부모에게 집에서 나가달라는 장면을 두고 시청자들 사이에서는 논란이 일어났다. 아무리 드라마라고 하지만 힘들게 키워준 부모를 자식 넷이 합세하여 집에서 쫓아냈다는 것은 예의와 윤리도덕상 벗어나는 행동이며, 공교스럽게도 추석 당일에 이런 장면이 방송된 것에 대한 유감을 표시하기도 했다. 드라마 홈페이지에서는 시청자들의 비판과 항의가 잇따라 빗발쳤으며 일각에서는 '고려장 드라마', '패륜 및 불효조장 드라마', '늙은 부모님들을 조롱한 드라마'라며 비꼬기도 했으며 '갈수록 막장으로 갔다'라는 비판도 이어졌다. 더군더나 궁상식 부부가 밖을 떠돌다가 각자 시댁 어머니와 친정 어머니 집을 왕래하는 장면 또한 문제로 제기되었다.[9]
- 2019년 개국한 MBC ON에서 재방송되었으며 MBC는 해당 드라마에 앞서 《그대, 웃어요》를 편성할 예정이었으나[10] 해당 드라마 때문에 무산되자 SBS에서 간신히 편성됐다.